# マチュ県
マチュ県（―けん）は中華人民共和国甘粛省甘南チベット族自治州に位置する県。県人民政府の所在地はニマ鎮（尼瑪鎮）。

## 地理
東はルチュ県、四川省ゾルゲ県、南は四川省アバ県、西は青海省チクディル県・ガンデ県・マチェン県、北は青海省河南モンゴル族自治県に隣接する。

## 行政区画
6鎮、2郷を管轄：
- 鎮：ニマ鎮（尼瑪鎮）、曼日瑪鎮、阿万倉鎮、斉哈瑪鎮、采日瑪鎮、欧拉鎮
- 郷：欧拉秀瑪郷、木西合郷